# Ruth Halbsguth
Ruth Halbsguth (Eckernförde, 9 dicembre 1916 – Eckernförde, 7 ottobre 2003) è stata una nuotatrice tedesca.
Specializzata nello stile libero, ha vinto la medaglia d'argento nella staffetta 4x100m sl ai Giochi olimpici di Berlino 1936.

## Palmarès
- Olimpiadi
  - Berlino 1936: argento nella staffetta 4x100m sl.

- Europei
  - 1934 - Magdeburgo: argento nella staffetta 4x100m sl.